# Nemacheilus scaturigina
Nemacheilus scaturigina és una espècie de peix de la família família dels balitòrids i de l'ordre dels cipriniformes.

## Morfologia
- Fa 10 cm de llargària màxima.
- Cos allargat, cilíndric i una mica comprimit, amb el musell cònic, l'abdomen arrodonit, la boca semicircular i els llavis moderadament molsuts.
- El color del cos és gris per damunt i olivaci per sota. El cap és rosat ámb 4 taques fosques al musell. La base de l'aleta caudal té franges negres i estretes.
- Presenta tres parells de barbetes sensorials.
- Escates petites i separades (en té entre 11 i 12 fileres entre la línia lateral i l'origen de l'aleta dorsal).
- Cua bifurcada.
- No hi ha dimorfisme sexual, tot i que les femelles són, probablement, una mica més grasses.[2][3]

## Hàbitat i distribució geogràfica
És un peix d'aigua dolça, bentopelàgic i de clima tropical, que viu als rius de la conca hidrogràfica|conca del riu Ganges amb fons de grava de l'Índia -Bihar, Jharkhand, Sikkim, Uttar Pradesh, el districte de Darjeeling i Assam-, el Nepal, Bhutan i Bangladesh.
És inofensiu per als humans.

## Vida en captivitat
L'aquari ha d'estar ben oxigenat i il·luminat, amb el fons de còdols, sorra o grava i disposar de pedres de grans dimensions o pissarres per crear-hi amagatalls i delimitar el seu territori, ja que és un peix territorial. La temperatura ha d'estar entre 18 i 25 °C i el pH de l'aigua a l'entorn de 6-7,5. No es reprodueix en captivitat.